# Pachacamac (mitologia)
Pachacamac o Pacha Kamaq ('colui che ha creato la Terra'), nella mitologia inca, veniva considerato il dio creatore. Veniva venerato in particolar modo dai popoli che vivevano lungo le coste centrali del Perù pre-incaico, ma fu successivamente annesso al pantheon e al culto ufficiale inca.

## Miti e leggende
I miti che lo riguardano sono piuttosto confusi: alcuni, per esempio, lo identificano come Ayca, il fratello codardo di Manco Cápac, mentre secondo altri, lui, Viracocha e Manco Capac sarebbero gli unici figli di Inti, il dio del sole. Secondo un'altra leggenda, Pachacamac avrebbe creato il primo uomo e la prima donna (l'Inca e la Coya), ma si dimenticò di nutrirli e, quando l'uomo morì e la donna pregò suo padre Inti di renderla madre di tutti i popoli della Terra, Pachacamac si infuriò. Man mano che i bambini nascevano cercò di ucciderli a uno a uno, ma finì per essere picchiato e gettato in mare dal proprio figlio, l'eroico Wichama, dopodiché rinunciò alla lotta e si accontentò di essere proclamato il dio supremo di tutti gli animali marini. Secondo un'altra versione della leggenda a rendere madre la donna fu lo stesso Pachacamac.
Un'altra leggenda narra che Pachacamac, il maggiore dei tre fratelli, arrivato sulla Terra, salì sulla cima più alta di un monte e lanciò quattro pietre, in direzione dei quattro punti cardinali, per poi prendere possesso di tutto quello che il suo sguardo riusciva ad abbracciare e fino a dove le sue pietre erano state scagliate. L'altro fratello, l'astuto e ambizioso Manco Capac, rinchiuse però Pachacamac in una caverna e s'impossessò dei suoi averi. Il terzo fratello, il buon Viracocha allora se ne andò, preferendo abbandonare i terribili fratelli assetati di potere e i loro intrighi.
Secondo altri racconti, Pachacamac avrebbe invece rivestito un ruolo di primaria importanza nell'occuparsi e prendersi cura degli esseri umani.
La leggenda di Pachamama narra che Pachacamac fosse lo sposo di Pachamama e che la loro unione era come quella del Cielo e della Terra. Così nacquero due figli. Pachacamac voleva avere la supremazia sugli dei e per questo cadde in mare e vi rimase prigioniero. In questo punto della leggenda scompare. Riapparirà solo nell'ultima parte, dove i suoi figli lo ritrovano in paradiso e diventano il sole e la luna (quindi i figli di Pachamama erano probabilmente Inti e Mamaquilla).

## Il culto
Dopo il tempio di Corincacha, o sala de oro (le pareti erano ricoperte di lamine del prezioso metallo) dedicato al dio del sole Inti, il tempio più importante del culto inca era quello situato a Lurín, vicino a Lima, e dedicato dai Chinchas a Pachacamac.
I Chinchas, è necessario sottolinearlo, avevano in Chincha Cámac il loro Essere Supremo, ma adoravano anche il dio Pachacamac (più per timore che per rispetto o devozione), e a lui dedicavano templi e huacas come simboli della loro riconoscenza per la sua opera di creatore. A lui veniva anche offerta un'ampia scelta di frutti della terra, come ringraziamento per aver salvato gli antichi padri dalla fame, agli inizi del tempo, e assicurarsi così la benevolenza e la protezione di questo potente e temibile dio.
Nel grande tempio di Lurín, venne eretto un santuario per il culto del dio senza pelle e senza ossa, così veniva chiamato Pachacamac dai suoi fedeli. Gli Incas, dopo aver assimilato questo dio e il suo culto a quello del sole, lavorarono alacremente all'impreziosimento di questo edificio, fino al punto che riuscì a eguagliare la bellezza dello stesso tempio di Corincacha. La cappella centrale, quella del dio Pachacamac, venne completamente ricoperta di lamine d'oro, applicando lo stesso metodo che era stato usato per il rivestimento di gran parte del Tempio del Sole di Cusco.